# رحلة إلى جبل بارناسوس
رحلة إلى جبل بارناسوس هي قصيدة سردية شعرية مطولة في شكل ثلاثيات كتبها الأديب الإسباني ميجيل دي ثيربانتس عام 1614. وكان ثيربانتس مولعًا بالكتابة الشعرية، إلا أن قدراته لم تساعده على ذلك، وقد كتبها قبل وفاته بعامين. وتتناول القصيدة رحلة قام بها ثيربانتس إلى جبل بارناسوس بصحبة رفقائه من أفضل الشعراء الإسبان لخوض معركة تحرير رمزية ضد شعراء عصره السيئين. والقصيدة غنية بالإشارات الميثولوجية، إضافة إلى احتوائها على ملحق نثري، حيث قام المؤلف بنقد بعض الشعراء الإسبان، ساخرًا من بعضهم من ناحية ومشيدًا بآخرين من ناحية أخرى. وكان ذلك محاولة من ثيربانتس لاختيار أفضل شعراء عصره، وطريقة لعرض أفكاره في ميدان الشعر. وتحوي القصيدة بعض إيحاءات السيرة الذاتية للكاتب في ثمانية فصول في رحلة إلى جبل بارناسوس على متن قادس بقيادة ميركوريو.